# Maximiliano Hernández
Maximiliano Hernández (New York, 12 settembre 1973) è un attore statunitense.
Noto principalmente per il ruolo di Jasper Sitwell nei film, serie televisive e cortometraggi legate al Marvel Cinematic Universe.

## Biografia
Nato a Brooklyn, borough di New York, ultimogenito dei tre figli di José Maximiliano Hernández e di María Elena Hernández, ambedue immigrati honduregni, Hernández vive una giovinezza turbolenta ed inizia a recitare alla Bishop Ford High School aderendo al club teatrale come scappatoia per evitare le ore doposcuola di punizione. Successivamente sviluppa interesse verso la recitazione e continua a recitare fino al college, entrando nel programma Bachelor of Fine Arts Leonard Davis Center For The Performing Arts ad Harlem. In seguito di entra nel Workhouse Theatre a Tribeca, e fonda tre teatri sperimentali: Axis Theatre Company, The Hot Box Theatre e Room 203.
Nel 1994 debutta in televisione e, tre anni dopo, compare in più episodi di Law & Order - I due volti della giustizia interpretando personaggi diversi. Nel 2011 interpreta l'agente dello S.H.I.E.L.D. Jasper Sitwell nel film Thor e nel relativo Marvel One-Shot Il consulente. Successivamente riprende il ruolo nel film The Avengers, nel Marvel One-Shot Item 47, nella serie televisiva Agents of S.H.I.E.L.D. e nel film Captain America: The Winter Soldier. Nel 2013 entra a far parte del cast principale della serie The Americans, dove ne esce al nono episodio.

## Vita privata
Hernández vive a Pasadena e ha un figlio, Diego.

## Filmografia

### Cinema
- Schegge di pazzia (Raw Nerve), regia di Avi Hesher (1999)
- The Yards, regia di James Gray (2000)
- Mentor, regia di David Langlitz (2006)
- Il destino nel nome (The Namesake), regia di Mira Nair (2006)
- Pride and Glory - Il prezzo dell'onore (Pride and Glory), regia di Gavin O'Connor (2008)
- Hotel Bau (Hotel for Dogs), regia di Thor Freudenthal (2009)
- Thor, regia di Kenneth Branagh (2011)
- Warrior, regia di Gavin O'Connor (2011)
- The Avengers, regia di Joss Whedon (2012)
- Imperial Dreams, regia di Malik Vitthal (2014)
- Captain America: The Winter Soldier, regia di Anthony e Joe Russo (2014)
- Sicario, regia di Denis Villeneuve (2015)
- Get a Job, regia di Dylan Kidd (2016)
- Avengers: Endgame, regia di Anthony e Joe Russo (2019)
- Stargirl, regia di Julia Hart (2020)

### Televisione
- Law & Order - I due volti della giustizia (Law & Order) – serie TV, episodi 8x04-10x06-15x22 (1997-2005)
- Law & Order: Criminal Intent – serie TV, episodio 4x07 (2004)
- Law & Order - Il verdetto (Law & Order: Trial by Jury) – serie TV, episodio 1x13 (2006)
- Conviction – serie TV, episodio 1x03 (2006)
- The Nine – serie TV, episodio 1x05 (2006)
- Shark - Giustizia a tutti i costi (Shark) – serie TV, episodio 1x09 (2006)
- Numb3rs – serie TV, episodio 3x17 (2007)
- K-Ville – serie TV, episodio 1x01 (2007)
- 24 – serie TV, episodi 7x01-7x02 (2009)
- Southland – serie TV, episodio 1x04 (2009)
- Terriers - Cani sciolti (Terriers) – serie TV, episodi 1x03-1x08 (2010)
- The Closer – serie TV, episodio 7x06 (2011)
- Ringer – serie TV, 5 episodi (2011-2012)
- The Americans – serie TV, 8 episodi (2013-2014)
- Agents of S.H.I.E.L.D. – serie TV, episodi 1x07-1x15-1x16 (2013-2014)
- The Last Ship – serie TV, 36 episodi (2014-2018)
- Hand of God – serie TV, 16 episodi (2014-2017)
- The Walking Dead – serie TV, episodi 5x07-5x08 (2014)
- Hawaii Five-0 – serie TV, episodio 7x11 (2016)
- Philip K. Dick's Electric Dreams – serie TV, episodio 1x08 (2018)
- Mr. Mercedes – serie TV, 9 episodi (2018)

### Cortometraggi
- Il consulente (The Consultant), regia di Leythum (2011)
- Item 47, regia di Louis D'Esposito (2012)
- NoiTroba, regia di Michael Greene (2012)

## Doppiatori italiani
Nelle versioni in italiano dei suoi film, Maximiliano Hernández è stato doppiato da:
- Roberto Certomà in Agents of S.H.I.E.L.D, Captain America: The Winter Soldier, Hand of God, Hawaii Five-0, Avengers: Endgame, NCIS: New Orleans
- Roberto Gammino in Warrior, Stargirl, Griselda
- Corrado Conforti in Law & Order - I due volti della giustizia
- Fabrizio Picconi in The Shield
- Alberto Bognanni in The Closer
- Gaetano Varcasia in The Americans
- Raffaele Palmieri in The Last Ship
- Marco Vivio in The Walking Dead
- Alessandro Quarta in Sicario